# Алексий (Михалопулос)
Митрополи́т Алекси́й (греч. Μητροπολίτης Αλέξιος, в миру Фео́дорос Михало́пулос, греч. Θεόδωρος Μιχαλόπουλος; 10 октября 1932, Пирей — 7 декабря 2020, Трикала) — епископ Элладской православной церкви, митрополит Триккский и Стагонский (1981—2015).

## Биография
7 марта 1954 года епископом Марафонским Дамаскином был рукоположён в сан диакона.
В 1960 году окончил богословский факультет Афинского университета.
3 сентября 1961 года митрополитом Ксанфским Антонием был рукоположён в сан иерея. Служил протосинкелом Ксанфской и Драмской митрополий.
22 августа 1976 года хиротонисан в титулярного епископа Диавлейского, викария Афинской архиепископии.
1 октября 1981 года был избран митрополитом Триккским и Стагонским.
В 1991 году была создана Стагонская и Метеорская митрополия, однако по решению Синода митрополит Триккский продолжает именоваться «Триккским и Стагонским».
25 сентября 2015 году почислен на покой. C согласия митрополита Алексия его преемником был избран архимандрит Хризостом (Насис).
Скончался 7 декабря 2020 года в центральной больнице города Трикала.